# Wargrave
Wargrave är en ort och civil parish i Storbritannien. Den ligger i kommunen Wokingham i riksdelen England, i den södra delen av landet, 50 km väster om huvudstaden London. Wargrave ligger 49 meter över havet och antalet invånare är 2 940.
Terrängen runt Wargrave är platt. Runt Wargrave är det tätbefolkat, med 849 invånare per kvadratkilometer. Närmaste större samhälle är Reading, 8,8 km sydväst om Wargrave. Trakten runt Wargrave består till största delen av jordbruksmark.